# 나니아 연대기
《나니아 연대기》(영어: The Chronicles of Narnia)는 총 7권으로 구성된 영국 작가인 C.S.루이스의 판타지 아동문학 시리즈이다. 역본에 따라 나니아 나라 이야기, 나니아 연대기 등으로 불리기도 했다. 이 소설은 조앤 롤링의 《해리포터 시리즈》, 톨킨의 《반지의 제왕》과 함께 세계 3대 판타지 소설로 꼽힌다.

## 설명
이 시리즈는 아동문학의 고전이라 평가되며, 저자가 톨킨과 가까운 사람이었던 만큼, 현대 판타지에서도 어느 정도의 위치를 차지하고 있다. 저자의 작품 중 가장 잘 알려진 작품이기도 하다.

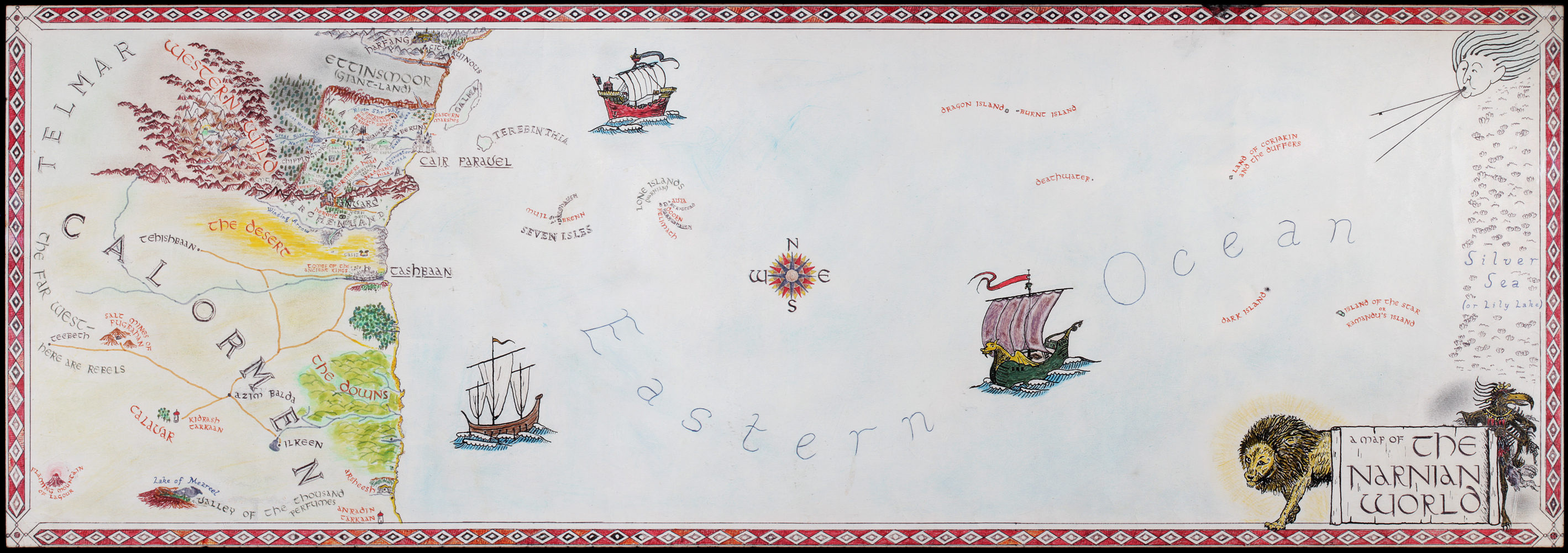
가공 세계 "나니아"의 지도

이 소설은 동물들이 말을 하고, 마법이 일상적이며, 선이 악과 대결을 벌이는 "나니아"라는 가공 세계에 제2차 세계 대전중의 영국 출신의 아이들이 떨어져 벌이는 모험 및 내부적인 이야기를 세계의 최초부터 종말까지 담아내고 있다.
저자 루이스는 첫번째로 쓰여진(1권은 마법사의 조카) 책인 <사자와 마녀와 옷장>의 집필을 나치독일 공군의 공습으로 피난온 어린이들을 보살핀 시기인 1939년에 시작했으나 중도에 포기했다. 그러다가 1948년 다시 쓰기 시작하여 1950년 출판하게 되었다.
책의 삽화는 폴린 베인즈(Pauline Baynes)가 맡았으며, 일부 역본은 출판사에서 삽화가를 고용하여 자체적인 삽화를 실은 경우도 있다.
<나니아 연대기>의 모든 책들은 1950년부터 1956년까지 출간되어 전 세계적으로 1억 2천만부(2010년 기준)가 넘게 팔렸으며 41개 언어로 번역되었다. 이 시리즈는 라디오극, TV영화, 연극 등으로 각색되기도 하였으며, 2005년에 이 시리즈를 바탕으로 한 극장판 영화 중 제 1편인 "나니아 연대기: 사자, 마녀 그리고 옷장"이 개봉되었다. 2008년에는 제 2편인 "나니아 연대기: 캐스피언 왕자"가 개봉되었으며, 제 3편인 "나니아 연대기: 새벽 출정호의 항해"가 2010년 12월 9일에 개봉되었다.

## 구성
- 나니아의 팬들은 책을 읽는 순서에 대해 여러 가지 의견을 가지고 있다. 그러나, 대부분의 경우, 아래의 경우처럼, 출판 순서와 전개상 순서로 의견이 나뉜다. 이는, 《나니아 연대기》가 처음 출판했을 당시, 전개상의 순서가 아닌, 작가가 임의적으로 발행한 순서로 책이 출판되었기 때문이다.
- 아래의 제목들은 시공사의 어린이단행본 부서인 시공주니어에서 번역한 제목들이다.
- 생명의 말씀사와 한길사의 경우는, 발행 연도 순으로 출판을 하였다. 그러나, 시공주니어는 작가가 배열한 전개상의 순서로 출판을 하였다.
- 7권의 시리즈를 한권으로 읽는 합본호도 출간되어 있다(시공주니어 2005.11.11)이 책에는 나니아 시리즈의 방대한 인물들을 소개한 인명사전, 나니아 지도 및 연대표가 상세히 수록되어 전체시리즈를 이해하는데 도움을 준다.

| 발행 연도 (출판 순서) | 전개상 순서 | 제목                    |
| --------------------- | ----------- | ----------------------- |
| 1 (1950년)            | 2           | 사자, 마녀, 그리고 옷장 |
| 2 (1951년)            | 4           | 캐스피언 왕자           |
| 3 (1952년)            | 5           | 새벽 출정호의 항해      |
| 4 (1953년)            | 6           | 은의자                  |
| 5 (1954년)            | 3           | 말과 소년               |
| 6 (1955년)            | 1           | 마법사의 조카           |
| 7 (1956년)            | 7           | 마지막 전투             |

## 영향
나니아 연대기의 세계관과 배경은 미국의 소설가 캐서린 파터손(Katherine Paterson)의 비밀의 숲 테라비시아에 영향을 많이 주었다. 그리고 영국의 소설가 닐 가이만(Neil Gaiman)의 몇몇 작품에 영향을 주었다.

## 한국어 번역판
- 시공주니어/시공사 판: 햇살과 나무꾼 번역 (구판)
- 시공주니어/시공사 판: 햇살과 나무꾼 번역 (신판)
- 성바오로 출판사 판: 전경자 번역 (구판)
- 열린 판: 전경자 번역 (신판)
- 보이스사 판

## 해설서
- 영화 《나니아 연대기》가 개봉한 후, 규장에서 나니아 연대기 해설서를 출판하였다.
- 캐스린 린즈쿡, 《나니아 연대기의 거의 모든 것》, 크림슨, 2005년
- Ditchfield Christin, 《나니아 연대기가 읽어주는 성경: C. S. 루이스의 원작 소설에 숨겨진 성경 이야기》, 크림슨
- Lindskoog Kathryn Ann, 《나니아 연대기의 모든 것 = Narnia : 나니아 연대기를 통해 만나는 C. S. 루이스의 세계》, 크림슨